# Ed Westcott

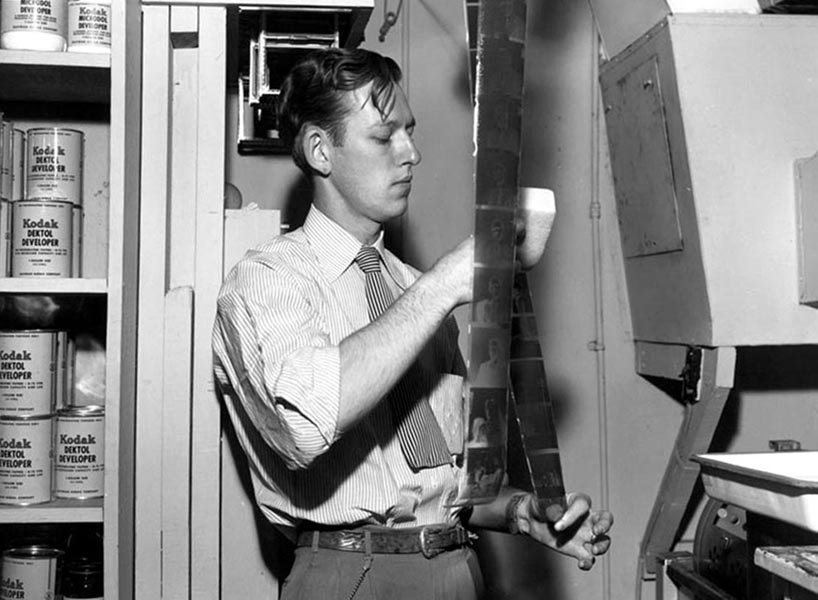
Ed Westcott při práci v temné komoře, Clinton Engineer Works, 1945

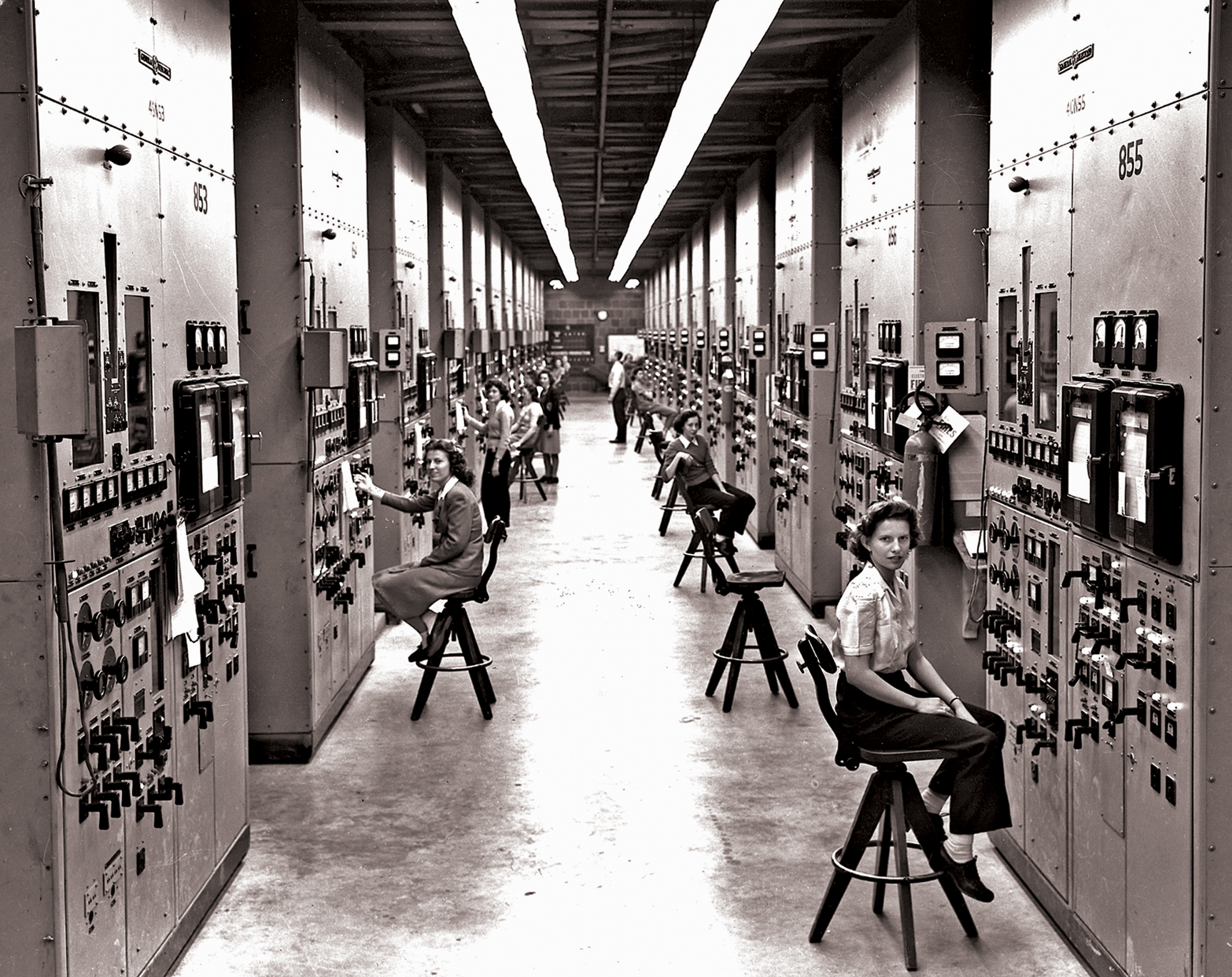
Ed Westcott: Operátoři na hmotnostním spektrometru Calutron, národní nukleární bezpečnostní komplex Y-12, projekt Manhattan, Oak Ridge

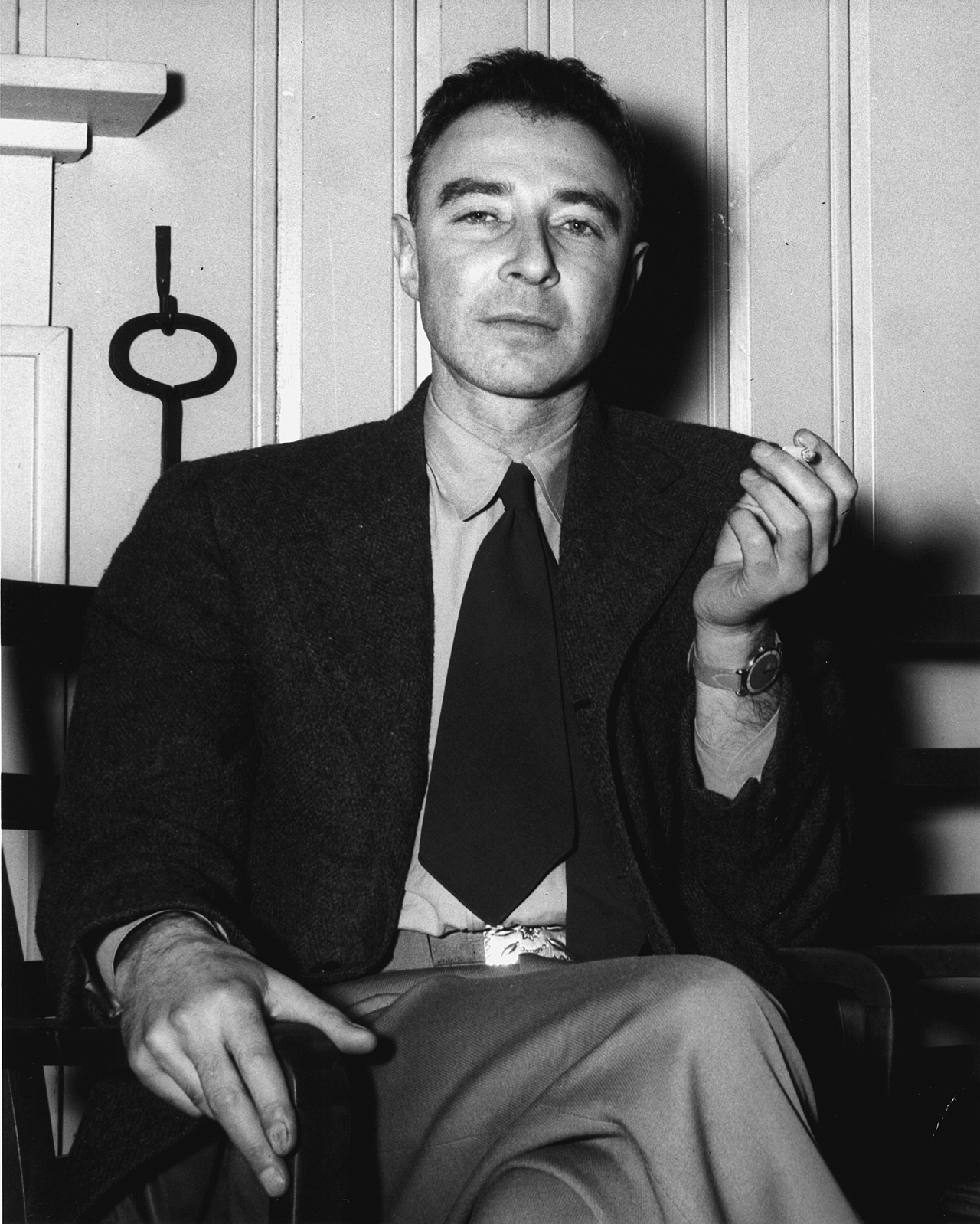
Ed Westcott: J. Robert Oppenheimer, Oak Ridge Guest House, 14. února, 1946

James Edward Westcott (* 20. ledna 1922 Chattanooga, Tennessee, USA - 29. března 2019) byl americký fotograf, který pracoval pro americkou vládu v Oak Ridge, Tennessee během projektu Manhattan v době studené války. Jako jeden z mála lidí měl dovoleno fotografovat v rámci projektu Manhattan v Oak Ridge. Vytvořil hlavní vizuální záznam výstavby a provozu tohoto zařízení.

## Mládí a kariéra
Narodil se 20. ledna 1922 ve městě Chattanooga v Tennessee jako syn Jamie a Lucille Westcottovým. Ještě jako dítě se s nimi odstěhoval do Nashvillu v Tennessee. Poté, co projevil zájem o fotografování, jeho otec mu koupil přístroj Foth Derby za 25 dolarů. Tento dárek v době Velké hospodářské krize roku 1934 odstartoval mladému Edovi cestu k jeho budoucí kariéře. Během dospívání se naučil vyvolávat filmy pro přátele a sousedy, pracoval v několika portrétních studiích v Nashvillu. V roce 1941 se jako fotograf přidal k americkému armádnímu sboru U.S. Army Corps of Engineers. Díky práci pro sbor v Tennessee vytvořil fotografickou dokumentaci několika míst, které se později staly válečnými zajateckými tábory, a dalších zařízení na Fort Campbell.

## Fotografie pro projekt Manhattan
V prosinci 1942 byl dvacetiletý Westcott armádním sborem převeden do tajné továrny společnosti Clinton Engineer Works v Oak Ridge a měl pracovat jako oficiální vládní fotograf v době od roku 1942 do roku 1966. Během druhé světové války byl na základě smlouvy s armádním sborem zaměstnán u společnosti Roane-Anderson. Kromě fotografování stavby a strojů laboratoře Oak Ridge National Laboratory a výrobních zařízení X-10, K-25, Y-12 a S-50 (Manhattan Project), fotografoval civilní činnosti v Oak Ridge pro týdeník Oak Ridge Journal. Všechny své válečné snímky snímal buď přístrojem Graflex Speed Graphic nebo velkoformátovou kamerou 8x10" firmy Deardorff. Některé z jeho snímků byly publikovány v médiích společně s oznámením první atomové bomby a tajného projektu, který ji vytvořil. Během několika týdnů před bombardováním Hirošimy byla část tiskových fotografií označena jako tajná.
V červnu 1945 se Westcott opět stal zaměstnancem armády a v poválečných letech přešel do zaměstnání k U.S. Atomic Energy Commission (AEC) po jejím vzniku v roce 1946. V roce 1966 byl přidělen k velitelství AEC v blízkosti Washingtonu v Germantown v Marylandu, kde pracoval pro AEC a jeho nástupnické agentury (Energy Research and Development Administration a Department of Energy) až do odchodu do důchodu v roce 1977. Fotografoval jaderné elektrárny po celých Spojených státech.
Během třiceti pěti let své profesionální kariéry vytvořil také rozsáhlou kolekci portrétů mnoha pozoruhodných lidí, včetně vědců projektu Manhattan: Mezi nimi byli také: J. Robert Oppenheimer, Arthur Compton, Glenn Seaborg, Vannevar Bush, Ernest O. Lawrence, a James Bryant Conant, americký armádní generál Leslie Groves a Maxwell Taylor, admirál Kenneth Nichols, admirál Hyman Rickover, člen Secretary of War Robert P. Patterson, američtí senátoři Estes Kefauver a Kenneth McKellar z Tennessee a Robert Taft z Ohia, ředitel Tennessee Valley Authority a předseda AEC David Lilienthal a sedm nebo osm amerických prezidentů.
Westcottův fotografický portrét Oppenheimera z února roku 1946 je pokládaný za typický obraz vědeckého ředitele projektu Manhattan Project - muž unavený z obrovské váhy jeho zkušeností. Když Westcott potkal Oppenheimera, dozvěděl se že fyzik neměl drobné mince na cigaretu. Poté, co mu Westcott dal peníze, které potřeboval, si Oppenheimer zapálil. Westcott pak zachytil obraz fyzika, který seděl vedle krbové římsy v Oak Ridge Guest House s čerstvě zapálenou cigaretou v ruce.
Navzdory neformálnosti s cigaretou fotograf a profesor Baldwin Lee z University of Tennessee poukazuje na to, že fotografie byla pečlivě naplánována a komponována. Podle Leeho, Westcott instruoval Oppenheimera, aby seděl "lehce zbožňovaně" a mírně se naklonil dopředu, a pak pořídil fotografii z místa, kdy "divák fyzicky vzhlíží k člověku," což zvyšuje význam vnímaného subjektu. Leeova kritika také poznamenává, že Oppenheimerův pohled se nezdá být nasměrován nikam v místnosti, ale namísto toho je zaměřen na "něco velmi vzdáleného a něco, co vidí."

## Výstavy a publikace
Hodně jeho fotografií bylo přísně tajných vzápětí od okamžiku, kdy byly vytvořeny. Některé z nich tak zůstaly klasifikovány na mnoho let, ale v současné době je přístup k jeho dílu bez omezení. Asi 5000 negativů je spravováno v archivu National Archives and Records Administration. Jeho fotografie byly často reprodukovány, často bez jeho uvedení jako autora v publikacích a exponátech o projektu Manhattan.
První jeho výstavu uspořádalo Muzeum dětí v Oak Ridge v roce 1981 pod názvem Oak Ridge Seen 1943–1947: 20 Photographs by Edward Westcott (Oak Ridge 1943–1947: 20 fotografií Edwarda Westcotta). Další výstavu měl v roce 2005 v galerii umění a architektury Ewing na University of Tennessee v Knoxville, Tennessee s názvem "Through the Lens of Ed Westcott: A Photographic History of World War II's Secret City".

## Osobní život
Westcott se přestěhoval do Oak Ridge. Byl ženatý s Esther Seigenthaler Westcottovou 56 let až do její smrti. Měli spolu pět dětí. Jeho vnuk Phil pracuje jako fotograf národního parku na Aljašce, dokumentující účinky globálního oteplování. Westcott v roce 2005 utrpěl mrtvici, která poškodila jeho řeč. Nákupní centrum Oak Ridge Kroger Marketplace, které bylo otevřeno v roce 2014, je na jeho počest pojmenováno "Westcott Center".
Zemřel 29. března 2019 ve věku 97 let.

## Galerie

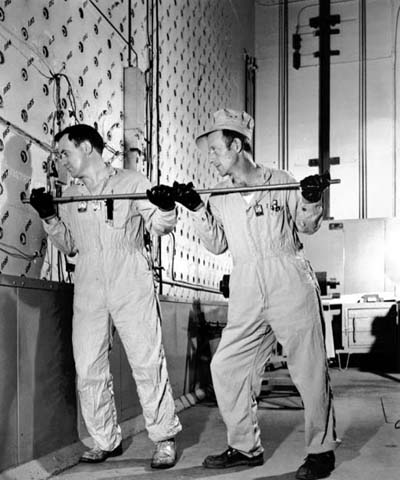
Grafitový reaktor
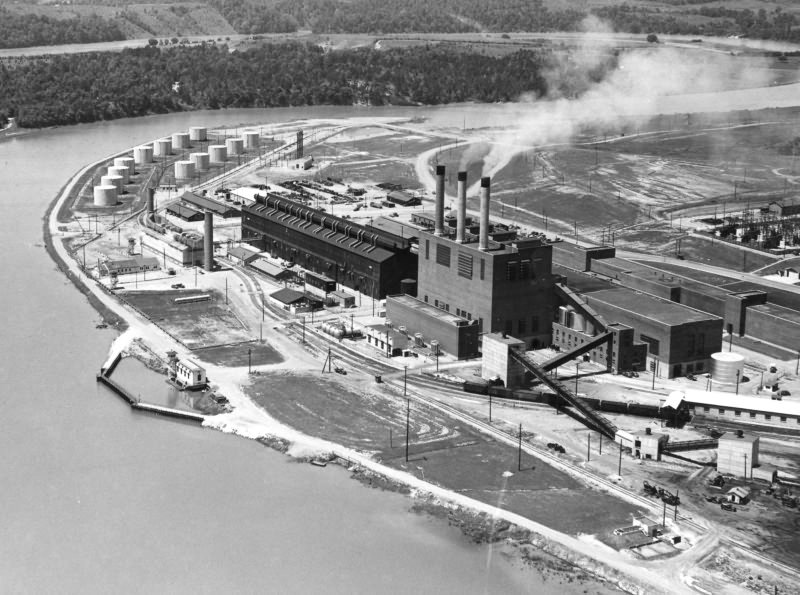
Továrna S50, Oak Ridge, Tennessee, 1945
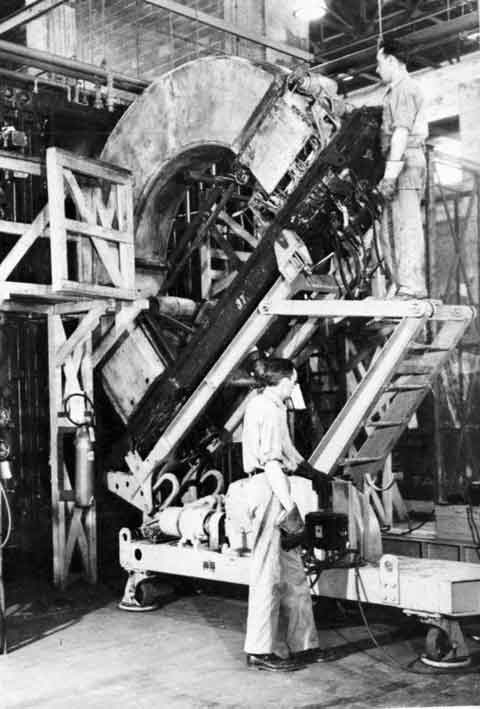
Alpha calutron tank
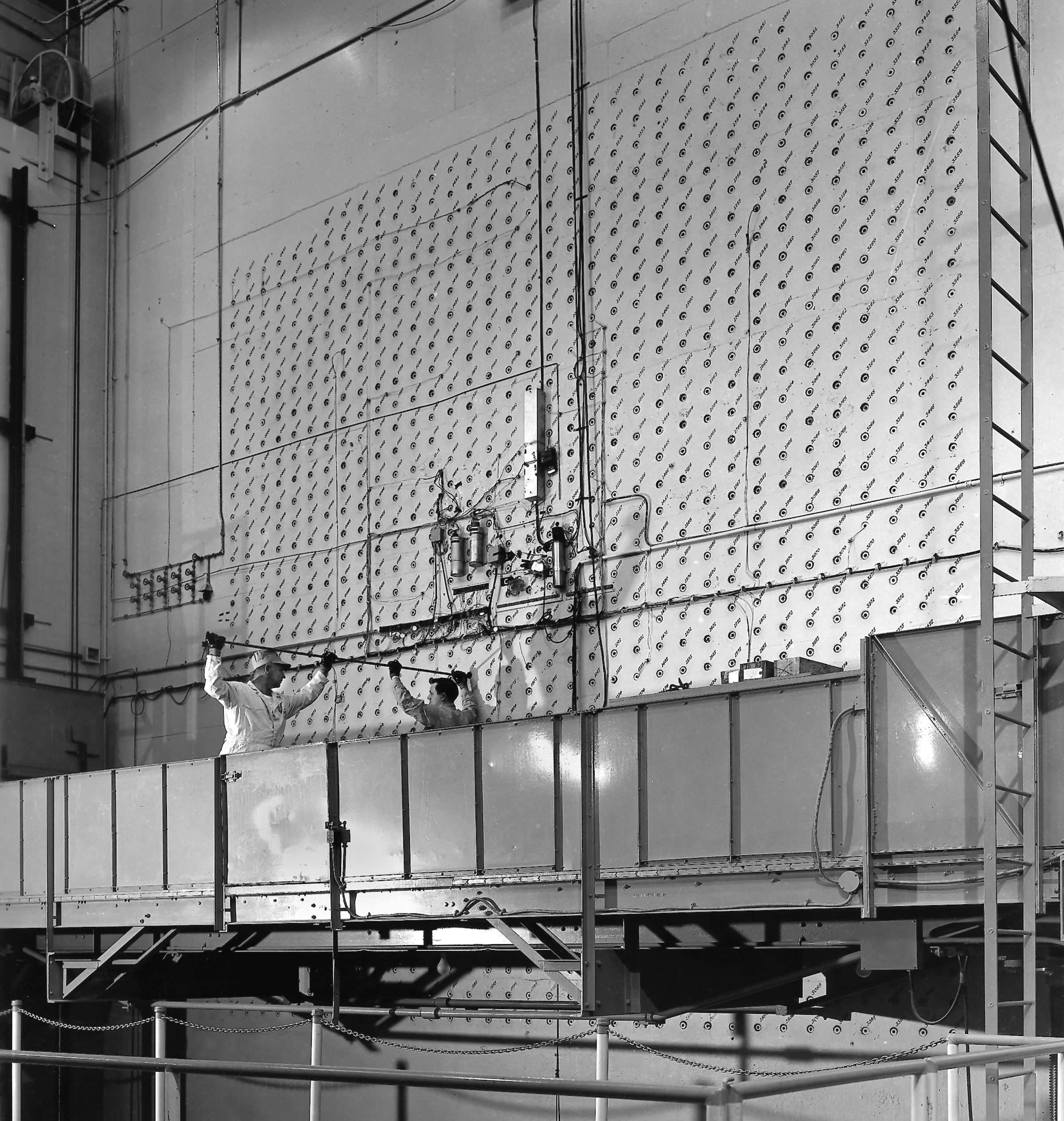
Pracovníci vkládají uranové tyče do reaktoru X10 v Oak Ridge, projekt Manhattan, byl to vůbec první reaktor využívaný k výrobě, nyní národní kulturní památka a součást státní laboratoře v Oak Ridge
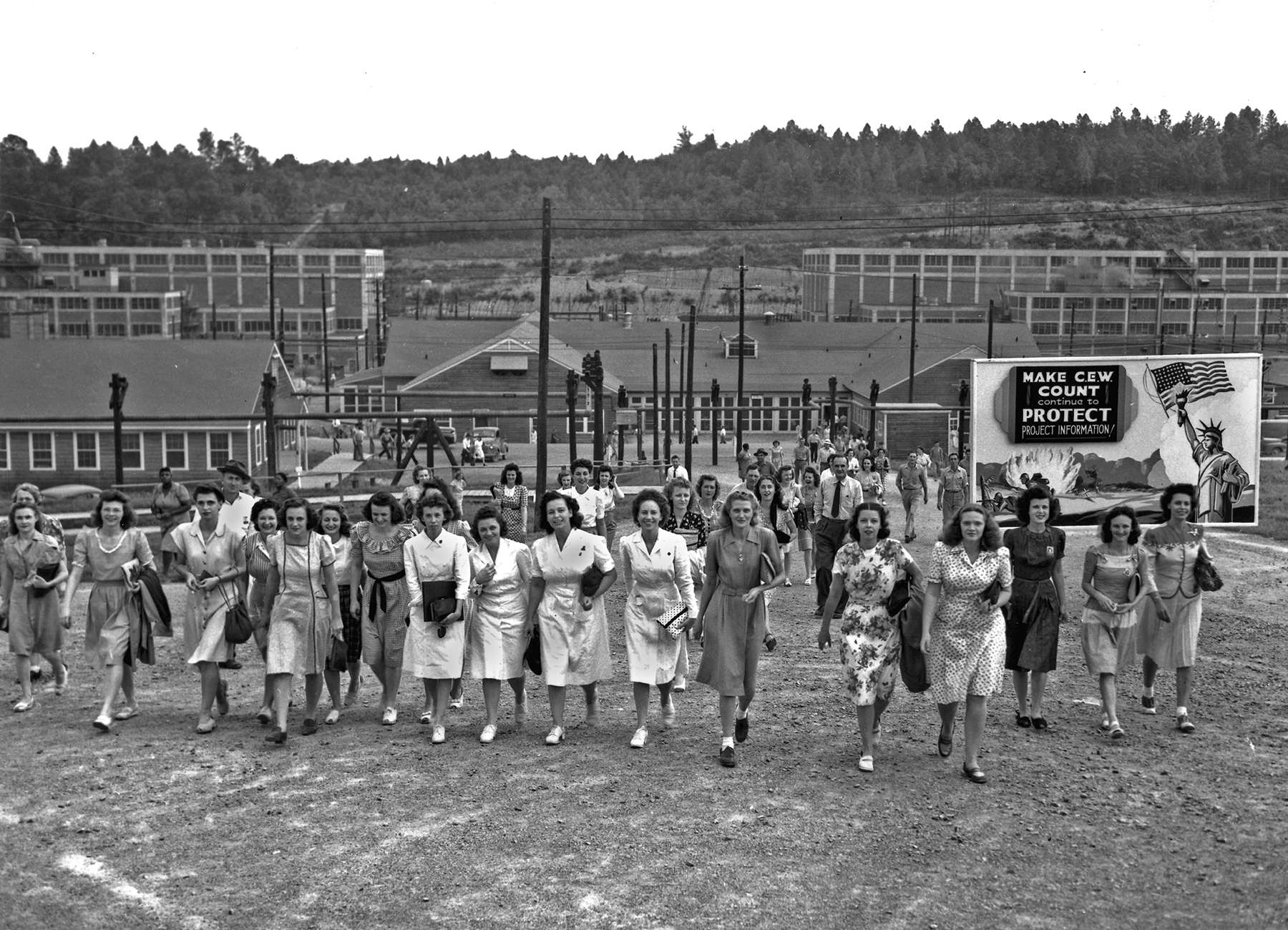
Výměna směny projektu Manhattan Y-12
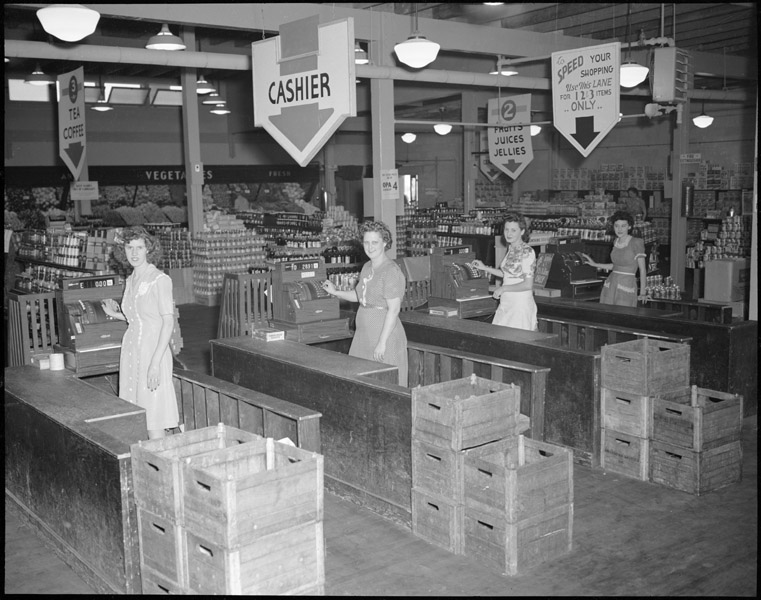
Supermarket v Oak Ridge, na výstavě National Archives po názvem "Tulip Town Market, Grove Center"
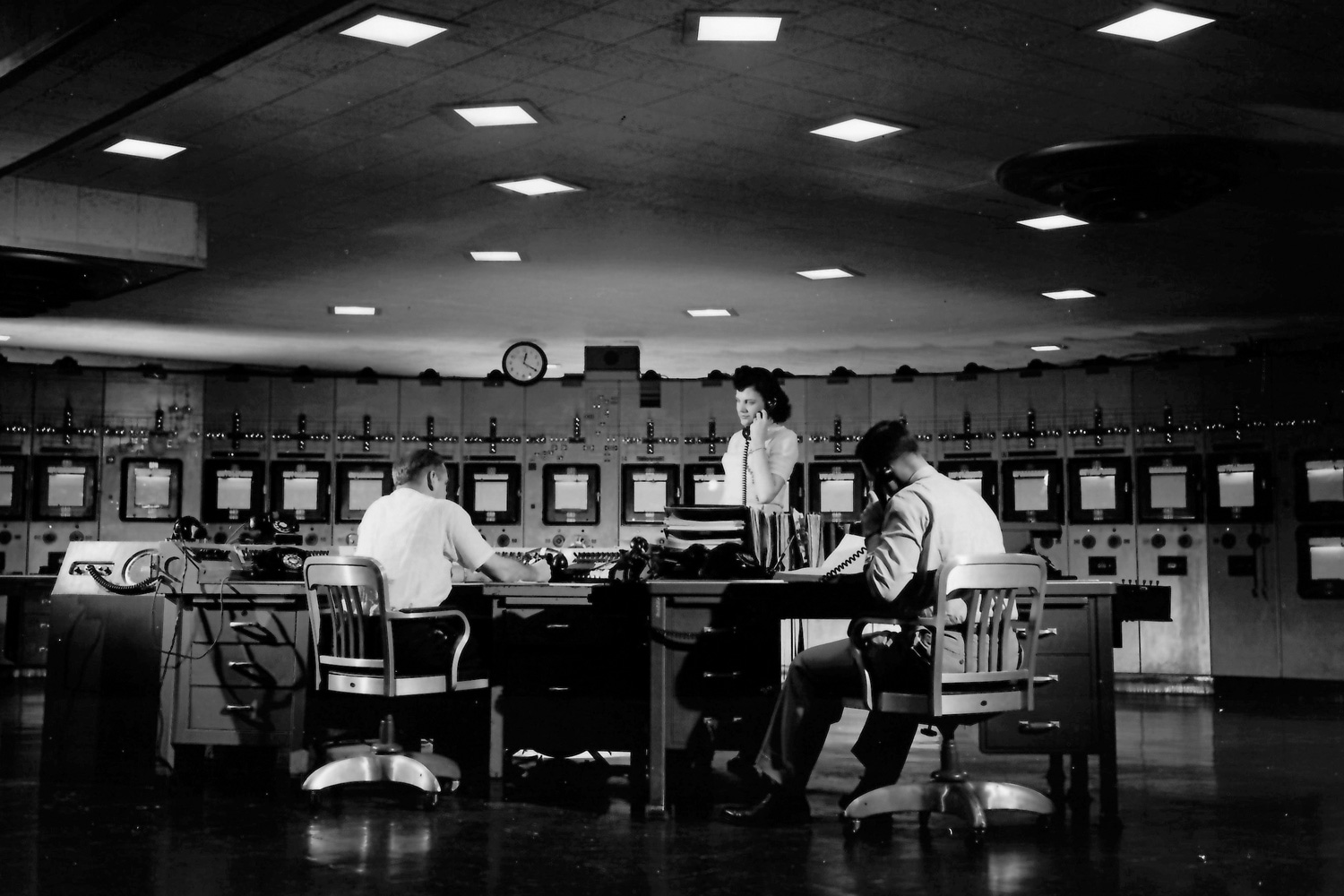
Řídící místnost K-25